# Piercia subrecta
Piercia subrecta là một loài bướm đêm trong họ Geometridae.